# Cessey
Cessey ist eine französische Gemeinde mit 321 Einwohnern (Stand: 1. Januar 2022) im Département Doubs in der Region Bourgogne-Franche-Comté.

## Geographie
Cessey liegt auf 320 m, etwa 16 Kilometer südsüdwestlich der Stadt Besançon (Luftlinie). Das Dorf erstreckt sich im westlichen Jura, auf einer Geländeterrasse am unteren Westhang des Mont de Cessey, rund 50 m über dem Flusslauf der Loue.
Die Fläche des 7,53 km² großen Gemeindegebiets umfasst einen Abschnitt des westlichen französischen Juras. Begrenzt wird das Gebiet im Westen durch die Loue, die hier in gewundenem Lauf durch ein ungefähr ein Kilometer breites Tal nach Südwesten fließt. Vom Flusslauf erstreckt sich das Gemeindeareal ostwärts über die Terrasse von Cessey bis auf den bewaldeten Höhenrücken des Mont de Cessey. Dieser Berg gehört zu einer Jurakette, die sich vom Mont Poupet bis zur Flussschleife der Loue hinzieht. Er bildet mit 534 m die höchste Erhebung von Cessey. Die Gemeinde hat auch Anteil an dem Plateau (400 m), das östlich an den Mont de Cessey angrenzt.
Zu Cessey gehört der Weiler Grange-du-Fourneau (425 m) auf einem Sattel nördlich des Mont de Cessey. Nachbargemeinden von Cessey sind Chenecey-Buillon im Norden, Charnay und Palantine im Osten, Lavans-Quingey im Süden sowie Quingey und Chouzelot im Westen.

## Sehenswürdigkeiten
Das Rathaus (mairie) wurde 1834 erbaut. Im alten Ortskern sind verschiedene Bauernhäuser im charakteristischen Stil der Franche-Comté aus dem 17. bis 19. Jahrhundert erhalten.

## Bevölkerung
| Jahr                       | 1962 | 1968 | 1975 | 1982 | 1990 | 1999 | 2004 | 2016 |
| Einwohner                  | 73   | 62   | 81   | 175  | 237  | 288  | 313  | 337  |
| Quellen: Cassini und INSEE |      |      |      |      |      |      |      |      |

Mit 321 Einwohnern (Stand 1. Januar 2022) gehört Cessey zu den kleinen Gemeinden des Départements Doubs. Nachdem die Einwohnerzahl in der ersten Hälfte des 20. Jahrhunderts deutlich abgenommen hatte (1881 wurden noch 211 Personen gezählt), wurde seit Beginn der 1970er Jahre wieder ein markantes Bevölkerungswachstum verzeichnet. Seither hat sich die Einwohnerzahl mehr als vervierfacht.

## Wirtschaft und Infrastruktur
Cessey war bis weit ins 20. Jahrhundert hinein ein vorwiegend durch die Landwirtschaft (Ackerbau, Obstbau und Viehzucht) und die Forstwirtschaft geprägtes Dorf. Daneben gibt es heute einige Betriebe des lokalen Kleingewerbes. Mittlerweile hat sich das Dorf auch zu einer Wohngemeinde gewandelt. Viele Erwerbstätige sind Wegpendler, die in den größeren Ortschaften der Umgebung ihrer Arbeit nachgehen.
Die Ortschaft liegt abseits der größeren Durchgangsstraßen nahe einer Departementsstraße, die von Quingey nach Épeugney führt. Eine weitere Straßenverbindung besteht mit Charnay.